# Borée
Borée é uma comuna francesa na região administrativa de Auvérnia-Ródano-Alpes, no departamento de Ardèche. Estende-se por uma área de 27,67 km². Em 2010 a comuna tinha 147 habitantes (densidade: 5,3 hab./km²).